# Steve Wachalski
Steve Wachalski (Köthen, 5 febbraio 1983) è un ex cestista tedesco.